# Иван Топалов (футболист)
Вижте пояснителната страница за други личности с името Иван Топалов.
Иван Топалов е бивш български футболист, нападател. Роден е на 15 септември 1970 година в Сандански. Играл е за Вихрен, Септември, Тунджа, Македонска слава и Пирин (Гоце Делчев).

## Статистика по сезони
- Вихрен - 1990/пр. - Б група, 11 мача/1 гол
- Вихрен - 1990/91 - В група, 23/6
- Вихрен - 1991/92 - В група, 27/10
- Вихрен - 1992/93 - В група, 29/17
- Вихрен - 1993/94 - Б група, 26/8
- Септември - 1994/95 - Б група, 28/15
- Септември - 1995/96 - Б група, 36/14
- Септември - 1996/97 - Б група, 21/4
- Септември - 1997/98 - Б група, 14/2
- Септември - 1998/ес. - А група, 2/1
- Септември - 1999/00 - Б група, 10/4
- Тунджа - 2000/ес. - В група, 15/3
- Септември - 2001/пр. - Б група, 11/2
- Македонска слава - 2001/02 - В група, 23/7
- Македонска слава - 2003/пр. - Б група, 4/0
- Пирин (ГД) - 2003/04 - В група, 19/6